# Boros Bence (színművész)
Boros Bence (Eger, 1994. november 22. –) magyar színész.

## Életpályája
Az egri Gárdonyi Géza Ciszterci Gimnáziumban érettségizett. A Pázmány Péter Katolikus Egyetem pszichológia szakán tanult tovább 2014-2017 között, azonban a képzést nem fejezte be. 2017-től járt a Földess Margit Drámastúdióba és a SZINDRA-ba is. 2019-2022 között a Marosvásárhelyi Művészeti Egyetem színész szakán tanult, Tompa Klára osztályában. 2022-től a kaposvári Csiky Gergely Színház tagja.

## Színházi szerepei

### Csiky Gergely Színház
- Szigligeti Ede: Liliomfi (2024) ... Szellemfi
- Ken Kesey: Száll a kakukk fészkére (2024) ...Turkle, ápoló
- Ray Cooney: Család ellen nincs orvosság (2024) ...Őrmester
- Mihail Ugarov nyomán írta Rajka Zoltán és Vági Eszter: Kovács Sándor (2024) ... Dr. Gonda H. Olivér
- Csehov: Sirály (2024) ...J akov, cseléd
- Presser-Varró: Túl a maszat hegyen (2023) ... Muhi Andris
- Moliére: A képzelt beteg (2023) ...Thomas Decretenus
- Florian Zeller: Apa (2023) ... Férfi
- Anders Thomas Jensen: Ádám almái (2022) ... Adam
- Meseautó (2022)
- Madagaszkár (2022) ... Pingvin kapitány
- Katona József: Bánk bán (2022) ... Békétlen

### Egyéb
- Darvas-Pintér: Parasztopera (Stúdió Színház Marosvásárhely, 2022) ... Állomásfőnök
- Shakespeare: Othello (Stúdió Színház Marosvásárhely, 2022) ... Jago
- Shakespeare: Macbeth (Stúdió Színház Marosvásárhelye, 2021) ... Macbeth
- Shakespeare: Ahogy tetszik (Stúdió Színház Marosvásárhely, 2021) ... Charles
- Molnár Ferenc: Az ördög (Vizsgaelőadás Marosvásárhely, 2021) ... János
- Fejes Endre: Jó estét nyár, jó estét szerelem (SZINDRA, 2019) ...Viktor
- A padlás (SZINDRA, 2019) ...Barrabás

## Filmes és televíziós szerepei
- Tündérkert (2023) ... Szilassy János
- …a szomszéd tehene (2024) ... Őrmester